# Lista de soberanos de Bulhão

Armas dos soberanos de Bulhão.

O Senhorio de Bulhão foi, nos séculos X e XI, uma das principais possessões da Casa das Ardenas, talvez até constituindo o seu património territorial original.
Os senhores de Bulhão possuíam, durante longos períodos outros títulos importantes, como os de duque da Baixa Lorena, Conde de Verdun, Marquês de Antuérpia e ainda outros títulos menores.
O Senhorio é elevado à categoria de ducado em 1456 para Roberto I de Mark.

## Senhores de Bulhão
É difícil estabelecer uma lista exaustiva dos senhores de Bulhão, na medida em que a dinastia que governava o senhorio detinha diversos títulos condais e ducais. Aparentemente, Bulhão terá sido a possessão original dessa dinastia, pelo que podemos supôr que o título e a terra se transmitiram ao filho mais velho. Assim, estabelece-se uma sucessão de senhores:
| Titular                                                                                  | Vida              | Reinado                       | Notas |
| ---------------------------------------------------------------------------------------- | ----------------- | ----------------------------- | --- |
| Godofredo I de Verdun, o Cativo (Godefroid I de Verdun, le Captif)                       | ca. 959 - d. 1002 | datas desconhecidas           | Também Conde de Verdun (963-1002) e Conde de Hainaut (974-998). |
| Frederico de Verdun (Frédéric de Verdun)                                                 | ca. 965 - 1022    | 1002 - 1005 (datas prováveis) | Filho de precedente Também Conde de Verdun (1012-1022). |
| Godofredo I da Baixa Lorena (Godefroid I de Basse-Lotharingie)                           | ca. 965-1023      | 1005-1023 (datas prováveis)   | Irmão do precedente Também Conde de Verdun (1002-1012) e duque da Baixa Lorena (1012-1023). |
| Gotelão I de Verdun (Gothelon I de Lotharingie)                                          | ca. 967-1044      | 1023-1044                     | Irmão do precedente Também marquês de Antuérpia (1008-1044), duque de Baixa Lorena (1023-1044) e duque de Alta Lorena (1033-1044).                                                                |
| Godofredo II da Baixa Lorena, o Barbudo (Godefroid II de Basse-Lotharingie, le Barbu)    | ca. 997-1069      | 1044-1069                     | Filho do precedente Também duque da Alta Lorena (1044-1047), duque de Espoleto (1057-1069), marquês de Antuérpia (1065-1069), duque da Baixa Lorena (1065-1069) e marquês de Toscana (1065-1069). |
| Godofredo III da Baixa Lorena, o Corcunda (Godefroid III de Basse-Lotharingie, le Bossu) | ? - 1076          | 1069 - 1076                   | Filho do precedente Também marquês de Antuérpia, duque de Baixa da Lorena e marquês da Toscana (1069-1076).                                                                                       |
| Godofredo de Bulhão, o Cruzado (Godefroy de Bouillon, le Croisé)                         | ca. 1058 - 1100   | 1076 - 1096                   | Filho do precedente Também marquês de Antuérpia (1076-1100), duque de Baixa Lorena (1087-1100), Rei de Jerusalém (1099-1100).                                                                     |
| Senhorio vendido ao Principado-Bispado de Liège em 1096.                                 |                   |                               | |

## Duques de Bulhão
Em 1456 o Príncipe-Bispo de Liège, Jean de Heinsberg reconhece o título de duque Bulhão a Roberto I de Mark.

### Casa de Marck
| Titular                                                  | Vida      | Reinado   | Notas                                                                                               |
| -------------------------------------------------------- | --------- | --------- | --------------------------------------------------------------------------------------------------- |
| Roberto I de Mark (Robert I de La Marck)                 | 1430-1487 | 1456-1487 | Filho de João II de Mark. Casou com Joana de Marley.                                                |
| Roberto II de Mark (Robert II La Marck)                  | 1468-1536 | 1487-1536 | Filho do precedente. Casou com Catarina de Croÿ.                                                    |
| Roberto III de Mark (Robert III de La Marck)             | 1491-1536 | 1536-1536 | Filho do precedente. Casou com Guillemette de Sarrebruck.                                           |
| Roberto IV de Mark (Robert IV de La Marck)               | 1512-1556 | 1536-1556 | Filho do precedente. Casou com Françoise de Brézé.                                                  |
| Henrique Roberto de Mark (Henri-Robert de La Marck)      | 1539-1574 | 1556-1574 | Filho do precedente. Casou com Francisca de Bourbon-Vendôme.                                        |
| Guilherme Roberto de Mark (Guillaume-Robert de La Marck) | 1563-1588 | 1574-1588 | Filho do precedente. Sem geração.                                                                   |
| Carlota de Mark (Charlotte de La Marck)                  | 1574-1594 | 1588-1594 | Irmã do precedente. Casou com Henrique de La Tour de Auvérnia, que lhe sucede como duque de Bulhão. |

### Casa de La Tour d'Auvergne
| Titular                                         | Vida      | Reinado   | Notas |
| ----------------------------------------------- | --------- | --------- | --- |
| Henrique (Henri)                                | 1555-1623 | 1594-1623 | Filho de Francisco III de La Tour de Auvérnia, Visconde de Turenne. Casou com: (1) Carlota de Mark; (2) Isabel Flandrika de Orange-Nassau                                                                  |
| Frederico Maurício (Frédéric Maurice)           | 1605-1652 | 1623-1652 | Filho do precedente. Casou com Leonor de Bergh |
| Godofredo (I) Maurício (Godefroy Maurice)       | 1636-1721 | 1652-1721 | Filho do precedente. Casou com Maria Ana Mancini |
| Emanuel Teodósio (Emmanuel-Théodose)            | 1668-1730 | 1721-1730 | Filho do precedente. Casou 4 vezes: (1) Maria Armanda de La Trémoille; (2) Luísa Francisca Angélica Le Tellier de Barbezieux; (3) Ana Maria Cristina de Simiane; (4) Luísa Henriqueta Francisca de Lorena. |
| Carlos Godofredo (II) (Charles-Godefroy)        | 1706-1771 | 1730-1771 | Filho do precedente. Casou com Maria Carolina Sobieska |
| Godofredo (III) Carlos (Godefroy Charles Henri) | 1728-1792 | 1771-1792 | Filho do precedente. Casou com: (1) Luísa Henriqueta de Lorena; (2) Maria Francisca Henriqueta de Banastre.                                                                                                |
| Jaime Leopoldo (Jacques Léopold)                | 1746-1802 | 1792-1794 | Filho do precedente. Casou com Maria Edviges de Hesse-Rheinfels-Rotenburg. Proclamada a República em 1794.                                                                                                 |

- 1794 – Proclamada a República de Bulhão;
- 1795 – República de Bulhão integrada na França;
- 1816 – O título de Duque de Bulhão é restabelecido pelo Congresso de Viena como título honorário no seio do Grão-Ducado do Luxemburgo, pelo que Bulhão deixa de ser um estado soberano. O título é herdado pela família de Rohan, descendentes de Maria Luísa de La Tour de Auvérnia.
- 1831 – com a independência da Bélgica e a cisão do Luxemburgo,[3] Bulhão é integrado na Bélgica.

### Casa de Rohan (duques honorários, não soberanos)
| Titular                                                                                          | Vida      | Duque em | Notas |  |
| ------------------------------------------------------------------------------------------------ | --------- | -------- | --- |  |
| Carlos Alain Gabriel de Rohan (Charles-Alain-Gabriel de Rohan)                                   | 1764-1836 | 1816     | Foi também Príncipe de Rohan e Guéméné, Duque de Montbazon. Neto de Maria Luísa de La Tour de Auvérnia e filho de Henrique Luís Maria de Rohan. Casou com Luísa Aglaé de Conflans d’Armentières, sem geração legítima. |  |
| Luís Vitor Meriadec de Rohan (Louis Victor Meriadec de Rohan)                                    | 1766-1841 | 1836     | Foi também Príncipe de Rohan e Guéméné, Duque de Montbazon. Irmão do precedente. Casou com a sobrinha, Berta de Rohan, filha ilegítima do anterior Duque de Bulhão.                                                    |  |
| Camilo Filipe José Idesbald de Rohan (Camille Philippe Joseph Idesbald de Rohan)                 | 1801-1892 | 1801     | Foi também Príncipe de Rohan e Guéméné, Duque de Montbazon. Filho de Carlos Luís Gaspard de Rohan e de Maria Luísa Josefina de Rohan, irmã do precedente. Casou com Adelaide zu Löwenstein-Wertheim-Rosenberg.         |  |
| Alain Benjamin Artur de Rohan (Alain Benjamin Arthur de Rohan)                                   | 1853-1914 | 1892     | Foi também Príncipe de Rohan e Guéméné, Duque de Montbazon. Bisneto do precedente. Casou com Joana von Auersperg. |  |
| Alain António José Adolfo Inácio Maria de Rohan (Alain Anton Joseph Adolph Ignaz Maria de Rohan) | 1893-1975 | 1914     | Foi também Príncipe de Rohan e Guéméné, Duque de Montbazon. Filho do precedente. Casou com Margarida von Schönburg-Hartenstein.                                                                                        |  |
| Carlos Alain Alberto Maria de Rohan (Karl Alain Albert Maria de Rohan)                           | 1934-2008 | 1975     | Foi também Príncipe de Rohan e Guéméné, Duque de Montbazon. Sobrinho do precedente. Casou com Ingeborg Irnberger |  |
| Alberto Maria de Rohan (Albert Marie de Rohan)                                                   | 1936- …   | 2008     | É também Príncipe de Rohan e Guéméné, Duque de Montbazon. Irmão do precedente. Casou com Elisabeth Burghardt. Atual titular                                                                                            |  |